# Jimmy Morales

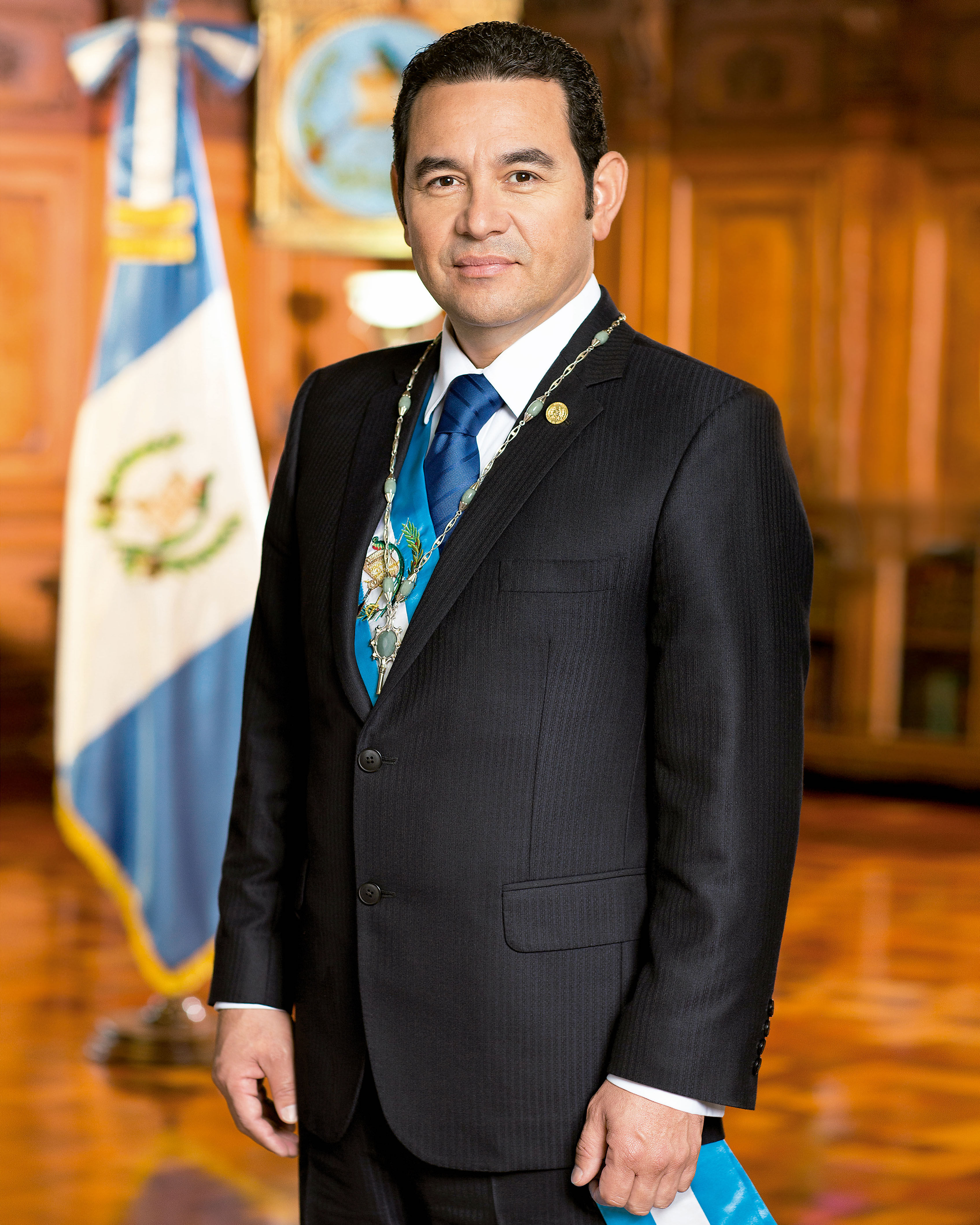
Offizielles Porträt, 2016

Jimmy Morales (* 18. März 1969 in Guatemala-Stadt als James Ernesto Morales Cabrera) ist ein guatemaltekischer Komiker und Politiker der Frente de Convergencia Nacional (FCN). Von Januar 2016 bis Januar 2020 war er Staatspräsident seines Landes.

## Leben
Morales stammt aus einer armen Familie und ist evangelikaler Christ. Er studierte an der Universidad de San Carlos de Guatemala und erreichte einen Bachelor of Business Administration. Morales ist mit Hilda Patricia Morales verheiratet.
Bekanntheit erreichte er als Komiker in Guatemala in der Fernsehserie Moralejas, in der er neben seinem Bruder Sammy spielte. Im Jahr 2011 bewarb er sich als Kandidat der kleinen rechtsgerichteten Partei Acción de Desarrollo Nacional für das Bürgermeisteramt in Mixco. 2013 trat er der Frente de Convergencia Nacional bei und wurde bald darauf ihr Generalsekretär. Diese rechtskonservative Partei wurde von pensionierten Offizieren gegründet, die im guatemaltekischen Bürgerkrieg gekämpft hatten, und steht der Veteranenorganisation AVEMILGUA nahe.
Bei der guatemaltekischen Präsidentschaftswahl 2015 galt er zunächst als Außenseiter, erreichte aber überraschenderweise im ersten Wahlgang den ersten Platz und qualifizierte sich damit für die Stichwahl. Seine Wahlkampagne betonte konservative Werte und den Kampf gegen Korruption. Sein Slogan war Ni corrupto, ni ladrón („Weder korrupt noch ein Dieb“). Er bezeichnet sich selbst als Nationalisten, befürwortet die Todesstrafe und lehnt Abtreibung ab. Außerdem leugnet er, dass in den 1980er-Jahren ein Genozid gegen die Ixil-Maya stattgefunden hat. Der Spitzenkandidat der FCN bei der zugleich stattfindenden Parlamentswahl, Édgar Justino Ovalle Maldonado, der als Morales’ „rechte Hand“ gilt, war in dieser Phase selbst Kommandeur von Aufstandsbekämpfungseinsätzen im Siedlungsgebiet der Ixil gewesen. Am 25. Oktober 2015 setzte er sich dann mit über 68 % gegen die ehemalige First Lady Sandra Torres durch. Die Wahl erfolgte vor dem Hintergrund eines weitreichenden Korruptionsskandals (genannt La Línea), infolgedessen sowohl der Präsident Otto Pérez Molina und die Vizepräsidentin Roxana Baldetti zurücktraten und wegen Betrugs und Korruption verhaftet und angeklagt worden waren. Morales’ Wahl wurde von Beobachtern mit dem verbreiteten Misstrauen der Guatemalteken gegen die traditionelle politische Elite erklärt.
Er trat das Präsidentenamt am 14. Januar 2016 an und stand dem Kabinett Jimmy Morales vor. Am 14. Januar 2020 folgte ihm Alejandro Giammattei nach.

## Korruptionsvorwürfe
Morales’ Amtszeit, dessen Wahlmotto Weder Korrupt noch Dieb war, ist überschattet von Skandalen und Korruptionsvorwürfen. Im Januar 2017 wurden einer von Morales’ Söhnen, José Manuel Morales, und Jimmy Morales’ älterer Bruder und Berater, Samuel Morales, wegen Vorwürfe der Geldwäsche und Korruption verhaftet. Daraufhin gab es Proteste und Rücktrittsforderungen durch die Bevölkerung.
Im August 2017 ordnete Morales die Ausweisung von Iván Velasquez an, dem Kommissar der Comisión Internacional contra la Impunidad en Guatemala (CICIG), nachdem dieser Untersuchungen über illegale Parteispenden, auch von Drogenhändlern, aufgenommen hatte und den Kongress um die Aufhebung der Straffreiheit bat. Nachdem Außenminister Carlos Raúl Morales den Erlass nicht unterzeichnete, wurde er entlassen. Das Verfassungsgericht hob Morales’ Entscheidung auf und Velazquez bestätigte, dass er weiterhin als CIGIC-Kommissar arbeiten wird. Im September 2017 wurde der Antrag zur Immunitätsaufhebung vom Parlament abgelehnt.
Ebenfalls im September 2017 wurde publik, dass das Verteidigungsministerium unter Williams Mansilla Präsident Morales einen monatlichen „Bonus für besondere Verantwortung“ von 7300 $ zahlte, zusätzlich zu seinem regulären Einkommen, die Zeitung El Occidental sprach von 6600 $ monatlich. Nachdem die Vorwürfe bekannt wurden, trat Mansilla zurück und wurde im Januar 2018 wegen Korruption verurteilt. Morales bestritt, dass die Zahlungen illegal gewesen seien, zahlte aber 60.000 $ zurück. 2018 ernannte Morales María Consuelo Porras zur Generalstaatsanwältin.
Der ehemalige Minister Édgar Gutiérrez beschuldigt Morales, zusammen mit anderen Regierungsmitgliedern systematisch junge Frauen und Mädchen sexuell missbraucht zu haben.

## Filmographie

### Filme
- Manzana Güena en Noche Güena (2004), Moralejas Producciones
- La Misteriosa Herencia (2004), Moralejas Producciones
- Detectives por Error (2005), Moralejas Producciones
- Ve Que Vivos, una aventura en el más allá (2006), Moralejas Producciones
- Un Presidente de a Sombrero (2007), Moralejas Producciones
- Repechaje (2009), Moralejas Producciones
- Gerardi (2010), Moralejas Producciones
- Fe (2011), Casa Comal, Ceibita Films und Jirafa y Santiago Producciones
- Viva la Crisis (2012), Moralejas Producciones

### Fernsehproduktionen
- Aló que tal América (1996)
- Moralejas (2004)